# Arenicolides
Arenicolides is een geslacht van mariene borstelwormen (Polychaeta) uit de familie van de Arenicolidae.
Dit geslacht werd opgericht door Félix Mesnil in 1898.

## Soorten[2]
- Arenicolides branchialis
- Arenicolides ecaudata
- Arenicolides ecaudatus
- Arenicolides grubii